# Comité permanent de coopération opérationnelle en matière de sécurité intérieure
Pour les articles homonymes, voir COSI.
Le Comité permanent de coopération opérationnelle en matière de sécurité intérieure (COSI) est un comité permanent de l'Union européenne dont le but est de promouvoir et renforcer la coopération opérationnelle en matière de sécurité intérieure sur son territoire. Il a été institué par la décision 2010/131/UE du Conseil du 25 février 2010 , parue au Journal officiel  lors de la présidence espagnole du Conseil.

## Objectifs
Le comité permanent doit veiller à l’efficacité de la coopération et de la coordination dans les domaines couverts par la coopération policière, par la coopération douanière et par les autorités de contrôle des frontières extérieures. Il peut aussi s'occuper de la coopération judiciaire en matière pénale en matière de coopération opérationnelle dans le domaine de la sécurité intérieure. Le comité permanent a encore pour rôle d'évaluer l’efficacité de la coopération opérationnelle, d'identifier les éventuelles lacunes et de recommander des mesures appropriées pour y remédier. 

Il n'est pas associé à la conduite d’opérations ni à l’élaboration des actes législatifs (règlements, directives...)
Il contribue à la cohérence de l’action d’Eurojust, d’Europol, de Frontex et d’autres organismes concernés et assiste le Conseil de l'Union européenne en cas d’attaque terroriste ou de catastrophe naturelle ou causée par l’homme sur le territoire de l’UE en vertu de l'article 222 du traité sur le fonctionnement de l’Union européenne définissant la clause de solidarité. Il collabore également avec la Commission spéciale sur la criminalité organisée, la corruption et le blanchiment de capitaux dans le cadre du mandat de celle-ci.

## Annexe